# Johannesklooster (Sint-Petersburg)
Het Klooster van de Heilige Johannes (Russisch: Иоанновский монастырь) is een stauropegiaal Russisch-orthodox klooster in Sint-Petersburg. Het klooster werd opgericht door de heilige Johannes van Kronstadt en gewijd aan Johannes van Rila, de patroonheilige van Johannes van Kronstadt. Tegenwoordig vormt het klooster een belangrijk bedevaartsoord voor veel mensen. In het klooster worden relieken bewaard van de heilige Johannes van Kronstadt.

## Locatie
Het klooster bevindt zich aan het riviertje de Karpovka in het centrum van Sint-Petersburg.

## Geschiedenis
Oorspronkelijk werd het klooster gebouwd als een metochi (d.w.z. een klooster dat een gemeenschap vormde met een moederklooster) van een reeds bestaand vrouwenklooster in het dorp Soera. In 1903 verkreeg de gemeenschap de status van een onafhankelijk klooster. In de periode 1903-1908 werd een gebouw van vijf verdiepingen gebouwd ten behoeve van de geestelijkheid en een ziekenboeg.
Het gehele complex is gebouwd in een neo-Byzantijnse stijl, typerend voor veel kerkgebouwen uit deze periode. In 1909 werd Johannes van Kronstadt onder enorme belangstelling naar zijn laatste rustplaats in het klooster gebracht.

## Sovjet-periode
In 1923 werd het klooster door de Sovjets gesloten. Bijna alle nonnen werden gearresteerd en verbannen naar Kazachstan. De gebouwen werden vervolgens overgedragen aan een Technische School. Het graf van Johannes van Kronstadt werd tussen muren ingemetseld.

## Heropening
In 1989 werd het kloosterleven nieuw leven ingeblazen. De Russisch-orthodoxe Kerk kreeg gebouwen terug waar meer dan 20 organisaties waren gehuisvest, waardoor de gehele structuur van het interieur was veranderd. Heropening van het klooster vond plaats in 1992. In een meer dan 10 jaar durende restauratie werd het klooster in de oude glorie hersteld. Op 12 juli 1991 werd de Kerk van de Twaalf Apostelen plechtig ingewijd door de patriarch. In juli 1996 deed de patriarch van Moskou en heel Rusland, Aleksi II, tijdens zijn bezoek aan het bisdom Sint-Petersburg het klooster aan om er te bidden bij het graf van Johannes van Kronstadt en een Goddelijke Liturgie op te dragen in de Kerk van de Twaalf Apostelen.

## Kerken
Het klooster heeft drie kerken en één kapel en werden aan de hand van oude foto's volledig gerestaureerd.
- Kerk van de Twaalf Apostelen
- Kerk van de profeet Elia en de Koningin Theodora
- Kerk van St. Johannes van Rila
- Kapel van de Voorbede van de Moeder Gods (bouwjaar 1999-2002)